# Свети Георги (Белозем)
„Свети великомъченик Георги Победоносец“ е православен храм в село Белозем, част от Пловдивската епархия на Българската православна църква.

## История
Дълго време в селото свещеник е отец Иван Михайлов от село Меселиме. През 1855 г. започва строителството на нова църква. Заслуга за това има Пею Кюркчията, който е издействал разрешително от султана за това. През 1858 г. църквата е завършена. Отец Никола Бакалов от Копривщица е първият свещеник служил в църквата. Камбаната е подарък от бъдещия кмет на Пловдив Костаки Пеев и Панайот Пеев.
След това в селото свещеник е и отец Никола Геров Белчев от Копривщица. Той е събирал песни и подготвял дописки за Найден Геров. През 1860 г. той е събрал и издал малка сбирка от народни песни „Песнопойче“. През 1875 г. се прибира в Копривщица и участва в Априлското въстание. Заловен, той е обесен заедно с други революционери на 17 юли 1876 г. в Пловдив на Джумаята.
През 1928 г. храмът е разрушен от Чирпанското земетресение. През следващата година започва изграждането на нова църква с дарения и доброволен труд на местните хора.
През 2011 г. българското правителство отпуска 106 000 лв. за ремонта на храма. През 2018 г. в деня на Свети Николай Чудотворец на тържествена церемония са осветени нов кръст и ремонтираният купол на храма. Куполът е възстановен със средства на Руската православна църква с благословията на патриарх Кирил Московски. Кръстът, който краси камбанарията, е дело на украински майстори и е подарен от Атанас Стефанов.

## Галерия
- Старата църква, разрушена от земетресението през 1928 г.
- Новопостроеният храм през 1930 г.